# El ladrillo
El ladrillo es el nombre de un texto de política económica chileno, que establece las pautas del liberalismo económico que sería introducido en la dictadura cívico militar encabezada por Augusto Pinochet, proceso llamado por sus adherentes como el "Milagro de Chile". Sus autores habían sido becados en la Universidad de Chicago, donde tuvieron una fuerte influencia de Milton Friedman, y dieron paso, a su regreso a Chile, al grupo de economistas liberales conocido como los "Chicago Boys". El Centro de Estudios Públicos lo califica "un documento clave de la historia económica chilena de este siglo”. Las copias mimeografiadas de las medidas propuestas pesaban mucho y de ahí que se le conoció como "El Ladrillo".

## Historia
Sus principales autores, los economistas Andrés Sanfuentes, Juan Villarzú y José Luis Zabala Ponce, iniciaron la elaboración del texto en agosto de 1972. El texto tuvo que esperar al Golpe de Estado dado por las Fuerzas Armadas que derrocó al gobierno de la unidad popular que encabezaba el presidente Salvador Allende, oportunidad en que dicho libro fue presentado a la recién establecida Junta de Gobierno por los representantes de la Armada como alternativa de política económica, y aceptado por Augusto Pinochet Ugarte.

## Contenido
El texto representó una verdadera revolución con respecto a las políticas económicas en boga en aquel tiempo en Chile y en Latinoamérica, promovidas fundamentalmente por la CEPAL, las que se caracterizaban por esquemas basados en la industrualización mediante la substitución de importaciones, mantenimiento de valores bajos de las divisas (y la consiguiente necesidad de restringir su venta)[cita requerida], etc. Al contrario de lo anterior, El ladrillo postuló la apertura del mercado interno, aranceles bajos y uniformes, el fin de los controles de precios y de los subsidios[cita requerida], etc.
Dicha política económica fue seguida durante toda la dictadura militar y, sin ninguna modificación sustantiva, también por los gobiernos que le han seguido. [cita requerida]En el área de las políticas públicas formó la base de las iniciativas tendientes a reforzar el papel en la economía del sector privado, así postuló la entrega al sector privado, en condiciones de competencia, de diversas áreas de la economía, como el de la energía eléctrica, el agua potable, las telecomunicaciones, el sistema de pensiones, entre otros. También se puso énfasis en la necesidad de orientarse a los mercados de exportación, dada la abundancia de recursos naturales y el mercado interno reducido.
Los cuatro gobiernos sucesivos de la Concertación de Partidos por la Democracia, coalición de centroizquierda, han proseguido con dichas ideas.